# Зона (поезія)
«Зона» — поема-подія, жанрове відкриття французького поета Гійома Аполлінера. Поема «Зона» є хронікою французького життя часів Аполлінера. Основна тематика: поет і сучасність.

## Загальна характеристика
Поема «Зона» ввійшла до збірки «Алкоголі. Вірші 1898 — 1913», де автор зображує життя людини п'янким, як спирт, звідси і назва.
|  | І ти п'єш алкоголь цей палкий як життя Життя що ти п'єш як п'янюче пиття. |

Основою поеми «Зона» стало зображення передмістя Парижа, де в робочих кварталах з самого ранку вирує і не стихає життя аж до вечора:

Я бачив сьогодні вранці вулицю забув як зветься

Нова і чиста сурмою сонячною ллється

Робітники урядовці вродливі стенотипістки

Щобудня чотири рази по ній проходять пішки

Уранці тричі ревуть там сирени мідні

Дзвін як скажений гавкає там опівдні

Вивіски написи об'яви реклами

Лящать звідусіль папужими голосами

(«Зона»).

Письменник закоханий у реальне життя. Він мандрує вулицями Парижа, придивляється до його жителів, відчуваючи свою причетність до всього, що бачить. Тут відображено життя різних суспільних шарів. Проте художній простір твору не обмежується лише Францією. Із передмістя Парижа автор вирушає у подорож Європою і глибинами своєї пам'яті. У поемі згадуються і Марсель, і Рим, і Амстердам, і Греція, і Ніцца. Поет стає голосом своєї епохи, що на його очах змінюється, оновлюється: 
|  | «Старовина обридла нам безмежно... Автомобіль і той здається нам застарим».. |

 Духом нової доби пройнятий кожен рядок твору. Поема містить характерні прикмети епохи Аполлінера:
|  | Двадцята зіниця віків двадцяте століття. |

 У процесі життя автор бачить справжню подію, тому й сама поема стає «подією». Події зовнішні поєднуються в поемі з подіями внутрішнього життя і біографії ліричного героя. У творі знайшли відображення спогади Аполлінера про нещасливе кохання, про його арешт, про тяжкі роки еміграції, про мандри Європою
|  | «Їздилось тобі всяко і сумно і весело А роки непомітно крутили свої перевесла».. |

 Людина — невід'ємна частка всесвітнього буття, тому Аполлінер не применшує значення думки, переживання чи окремого враження.